# Leptogenys pubiceps
Leptogenys pubiceps är en myrart som beskrevs av Carlo Emery 1890. Leptogenys pubiceps ingår i släktet Leptogenys och familjen myror.

## Underarter
Arten delas in i följande underarter:
- L. p. cubaensis
- L. p. pubiceps
- L. p. vincentensis